# Willem Joseph van Ghent
Willem Joseph van Ghent född 1626, stupad 1672, var en nederländsk amirallöjtnant vars främsta insats var attacken mot Medway 1667, då Royal Navy försattes ur stridbart skick och England tvingades sluta fred med Nederländerna. Han var den Nederländska marinkårens grundare och förste chef.

## Tidig karriär
Ghent påbörjade sin militära karriär i armén 1645, som officer vid van Hoornes regemente där han blev kapten 1648. Sin första kontakt med flottan fick han som major vid regementet Walen under Karl X Gustavs andra danska krig, då han 1659 ledde ett landstigningsföretag riktat mot de svenska trupperna på Fyn. 1664 blev van Ghent överstelöjtnant och kommendant för den viktigaste holländska örlogsstationen Hellevoetsluis. Som sådan ledde han uppsättandet av Regiment de Marine och blev dess förste överste. 

## Andra engelsk-nederländska kriget
Ghent utnämndes 1665 till amiralitetskapten och fartygschef och deltog som sådan i Fyradagarsslaget 1666, där hans skepp försattes ur stridbart skick redan första dagen. Senare deltog van Ghent som fartygschef under sjöslaget vid North Foreland 1666. När Cornelis Tromp blev avsatt befordrades van Ghent - som ansågs politiskt pålitlig - till amirallöjtnant. Han tjänstgjorde sedan som eskaderchef under operationer utanför Englands och Skottlands kuster. Sin största insats gjorde Ghent under den djärva attacken mot Medway där den holländska segern till största delen var ett resultat av hans ledarskap. 

## Tredje engelsk-nederländska kriget
Efter kriget deltog van Ghent 1670 som chef för den nederländska flottstyrkan i en gemensam engelsk-nederländsk operation riktad mot Barbareskpiraterna i Alger. När det tredje engelsk-nederländska kriget bröt ut 1671 försökte van Ghent återupprepa överraskningsanfallet mot den uppankrade Royal Navy, men det engelska kustförsvaret var denna gång för starkt och operationen kunde inte genomföras. Under sjöslaget vid Solebay 1672 anföll han med sitt flaggskepp Dolphijn det engelska flaggskeppet HMS Royal James vilken sattes i brand och sjönk. Men van Ghent sårades svårt och avled.